# Hugo Andersson (fotbollsspelare född 1998)
Hugo Andersson, född 23 oktober 1998, är en svensk fotbollsspelare.

## Karriär
Anderssons moderklubb är Vellinge IF. Han gick som junior över till Trelleborgs FF. Andersson gjorde sin Superettan-debut den 9 april 2016 i en 3–0-förlust mot Halmstads BK, där han blev inbytt i den 85:e minuten mot Erik Andersson. I december 2016 flyttades Andersson upp i A-laget och skrev på ett treårskontrakt.
Under försäsongen 2017 skadade Andersson korsbandet i en träningsmatch mot Halmstads BK. Efter 3,5 år sedan den senaste Superettan-matchen gjorde Andersson comeback från sin skadefrånvaro den 1 september 2019 i en 2–1-vinst över Västerås SK, där han blev inbytt i den 72:a minuten mot Mattias Håkansson. Under säsongen 2019 hade han även en namne i laget, Malmö FF-lånet Hugo Andersson. I juni 2020 lämnade han Trelleborgs FF efter haft stora skadeproblem under sin tid i klubben.
Efter att lämnat Trelleborgs FF återvände Andersson till sin moderklubb Vellinge IF. Han spelade åtta matcher och gjorde två mål för klubben i Division 3 säsongen 2020. Följande säsong gjorde Andersson fem mål på 21 matcher. Inför säsongen 2022 värvades han av division 2-klubben Ariana FC. I januari 2024 förlängde Andersson sitt kontrakt i klubben över säsongen 2024.